# Oppfinnar-Knutte
Oppfinnar-Knutte (Ratchet Gearloose) En seriefigur i Kalle Ankas universum, där han är Oppfinnar-Jockes farfar och Oppfinnar-Pålles far. Han skapades 1957 av Carl Barks för serien The Fantastic River Race, publicerad i Uncle Scrooge goes to Disneyland nr 1 (I Sverige under titeln "Den fantastiska flodfärden", först publicerad i Kalle Ankas Pocket nr 4, 1969). Efter debutserien dröjde det ända till 1992 innan han dök upp igen. Det skedde i serien The Master Of The Mississippi som ingår i Don Rosas seriesvit om Farbror Joakims Liv, där han först säljer vattenreningspiller i Louisville, Kentucky, och därefter får jobb på Angus von Ankas ångbåt där även Joakim von Anka jobbade. Flodbåten hette Drottning Dollaro(The Dilly Dollar). Joakim fick sedan båten av sin farbror Angus och Knutte jobbade då för joakim, men båten sprängdes sedan av Björnligans pappor. Rosa har därefter använt honom i ytterligare några serier.